# オオムラサキシジミ
オオムラサキシジミ（大紫小灰蝶、Atlides halesus）は、チョウ目（鱗翅目）アゲハチョウ上科シジミチョウ科に分類されるチョウの一種。

## 分布
アメリカ合衆国（オレゴン州とニューヨーク州が北限）、メキシコに分布する。

## 特徴
開長3.7cm。
翅表は光沢のある青色で、特にオスは鮮やかになる。両翅の基部に赤斑がある。
出現期は3-11月。ヤドリギを食草とする。